# Conquilla (esport)

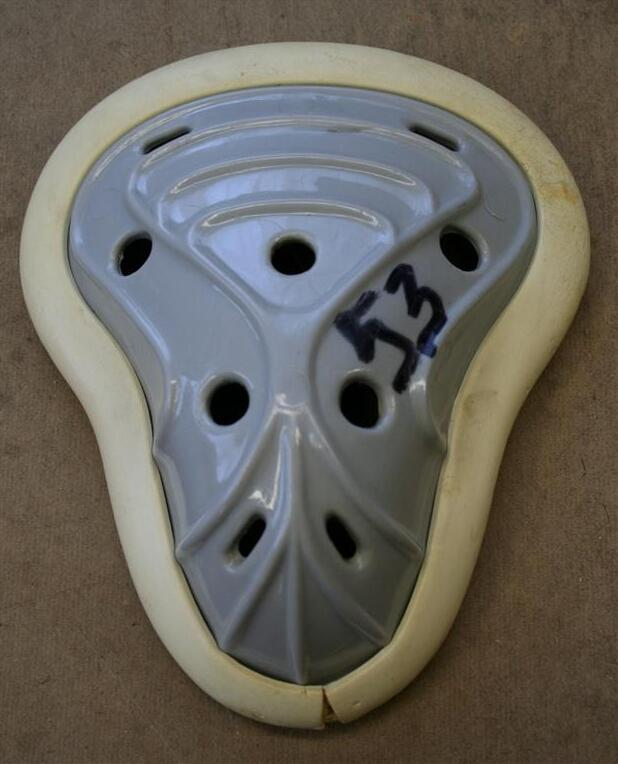
Conquilla

La conquilla és un protector de la zona pelviana, que protegeix els testicles. Generalment s'usen en esports de contacte com el kick boxing, la boxa, el karate o l'esgrima, esports en els quals han de protegir aquestes parts. Es posa mitjançant una espècie de slip que es diu suspensori. També existeixen equivalents femenins per protegir els ovaris.